# Eros Duets
Eros Duets è un album di raccolta del cantante italiano Eros Ramazzotti, pubblicato il 17 novembre 2017.

## Descrizione
Il disco contiene quindici brani eseguiti con altrettanti artisti internazionali e non nel corso della carriera di Eros Ramazzotti. Tra questi vi sono Tina Turner, Cher, Luciano Pavarotti, Andrea Bocelli e Carlos Santana.
Il disco è accompagnato da un booklet di 36 pagine. Nella versione internazionale esso contiene alcuni duetti in lingua spagnola.

## Tracce
1. Cose della vita (Can't Stop Thinking of You) (con Tina Turner) – 4:49
2. Fino all'estasi (con Nicole Scherzinger) – 3:44
3. Inevitabile (con Giorgia) – 3:55
4. I Belong to You (Il ritmo della passione) (con Anastacia) – 4:25
5. Non siamo soli (con Ricky Martin) – 3:41
6. Più che puoi (con Cher) – 4:14
7. Musica è (con Andrea Bocelli) – 9:41
8. Fuoco nel fuoco (con Carlos Santana) – 4:02
9. La luce buona delle stelle (con Patsy Kensit) – 4:14
10. Un attimo di pace (con Take 6) – 3:19
11. Solo un volo (con Ornella Vanoni) – 4:05
12. Amarti è l'immenso per me (con Antonella Bucci) – 4:23
13. Anche tu (con Raf) – 3:34
14. Se bastasse una canzone (con Luciano Pavarotti) – 4:35
15. Un'emozione per sempre (con The Chieftains) – 3:48